# Deuce Vaughn
Christopher Vaughn II, detto Deuce (Fayetteville, 2 novembre 2001), è un giocatore di football americano statunitense che milita nel ruolo di running back per i Dallas Cowboys della National Football League (NFL).

## Carriera

### Dallas Cowboys
Al college Vaughn giocò a football a Kansas State, venendo premiato per due volte come All-American come kick returner. Fu scelto nel corso del sesto giro (212º assoluto) del Draft NFL 2023 dai Dallas Cowboys. Il padre, che lavora come osservatore per i Cowboys, lo chiamò per dirgli che era stato scelto proprio dalla sua squadra. Debuttò come professionista nella gara del primo turno contro i New York Giants correndo sei volte per 8 yard. La sua prima stagione si chiuse con 40 yard corse in 7 presenze, nessuna delle quali come titolare.